# Santarellina (film 1912)
Santarellina è un film del 1912 diretto da Mario Caserini.
Il film è stato distribuito in Europa in varie versioni: in Austria una versione intitolata Mamsell Nitouche, in Francia una intitolata Mam'zelle Nitouche che dura circa 35 minuti, in Svezia un'altra che dura circa 32 minuti intitolata Lilla Helgonet, in Spagna la versione è uscita col titolo Santarelina, in Gran Bretagna con Ma'mselle Nitouche.

## Trama
Un organista del convento accompagna una giovane donna, che si è persa, a casa per sposarsi, ma ci saranno un po' di complicazioni.